# Lost Springs (Wyoming)
Lost Springs é uma cidade  localizada no estado norte-americano de Wyoming, no Condado de Converse.

## Demografia
Segundo o censo norte-americano de 2000, a sua população era de 1 habitantes.
Em 2006, foi estimada uma população de 1, um aumento de 0 (0.0%).
Lost Springs, em Wyoming, nos Estados Unidos. Segundo o censo, a população da cidade quadruplicou!
Detalhe: ela foi de uma pessoa para quatro.
Segundo o jornal Casper Star-Tribune, o censo deixou de contar outras quatro pessoas quando passou por lá, em 2000. O motivo do erro não ficou claro.
Mas se faltaram quatro na última conta e havia um, o total está errado, não?
Nada disso. Desde a última contagem, duas pessoas da cidade morreram, mas - acredite - alguém se mudou para lá!

## Geografia
De acordo com o United States Census Bureau tem uma área de
0,2 km², dos quais 0,2 km² cobertos por terra e 0,0 km² cobertos por água. Lost Springs localiza-se a aproximadamente 1523 m acima do nível do mar.

## Localidades na vizinhança
O diagrama seguinte representa as localidades num raio de 88 km ao redor de Lost Springs.